# 體力激盪
體力激盪（英語：Bodystorming）是在交互設計領域中常使用的一種技術，或也可被視為一種創意發想技術。
體力激盪的構思是，假設某產品存在，並想像在對應的環境中使用這產品，讓參與體力激盪的成員一同演示出它存在的經驗差異。體力激盪過程中會透過即興創造出的道具、物品、以及肢體活動，想像出一套解決方法。這類的使用者體驗設計（英語：User experience design,UXD）技術，對於設計實體空間是很好用的方法（例如，店面的室內設計），此技術也能用來設計實體產品或軟體。

## 對此技術的意見
這種技術的使用者常常會提出「起身、動起來、用你自己的身體試試看，而不是坐在會議桌上透過抽象的想像討論它（腦力激盪的技術。）」由於設計師或某產品的使用者可以運用此技術，體力激盪因而很明顯可被歸類為「以使用者為中心」的設計方式。